# (200121) 1996 TY15
(200121) 1996 TY15 es un asteroide perteneciente al cinturón de asteroides, descubierto el 4 de octubre de 1996 por el equipo del Spacewatch desde el Observatorio Nacional de Kitt Peak, Arizona, Estados Unidos.

## Designación y nombre
Designado provisionalmente como 1996 TY15.

## Características orbitales
1996 TY15 está situado a una distancia media del Sol de 3,147 ua, pudiendo alejarse hasta 3,848 ua y acercarse hasta 2,446 ua. Su excentricidad es 0,222 y la inclinación orbital 15,48 grados. Emplea 2039,64 días en completar una órbita alrededor del Sol.

## Características físicas
La magnitud absoluta de 1996 TY15 es 15,1.